# Små vita lögner
Små vita lögner (originaltitel: Les Petits Mouchoirs) är en fransk dramakomedifilm från 2010, regisserad och skriven av Guillaume Canet med Marion Cotillard och François Cluzet i huvudrollerna. Filmen hade svensk premiär i januari 2012.

## Handling
En nattklubbsägare i Paris kör hem på sin skoter i natten, men råkar ut för en olycka och skadas svårt. Flera olika människor som känner honom brukar åka ner till Cap Ferret på sommaren för att festa, och de gör det nu också, trots vetskapen om att en vän ligger på sjukhus. Dessa människor vill gärna visa upp sig själva, samtidigt som det finns lite dåligt samvete över vad som är bra eller dåligt.

## Rollista
- François Cluzet – Max Cantara
- Marion Cotillard – Marie
- Benoît Magimel – Vincent Ribaud
- Gilles Lellouche – Eric
- Jean Dujardin – Ludo
- Laurent Lafitte – Antoine
- Valérie Bonneton – Véronique Cantara
- Pascale Arbillot – Isabelle Ribaud
- Louise Monot – Lea
- Anne Marivin – Juliette
- Joël Dupuch – Jean-Louis
- Hocine Mérabet – Nassim
- Maxim Nucci – Franck